# Domingo Peñaflor

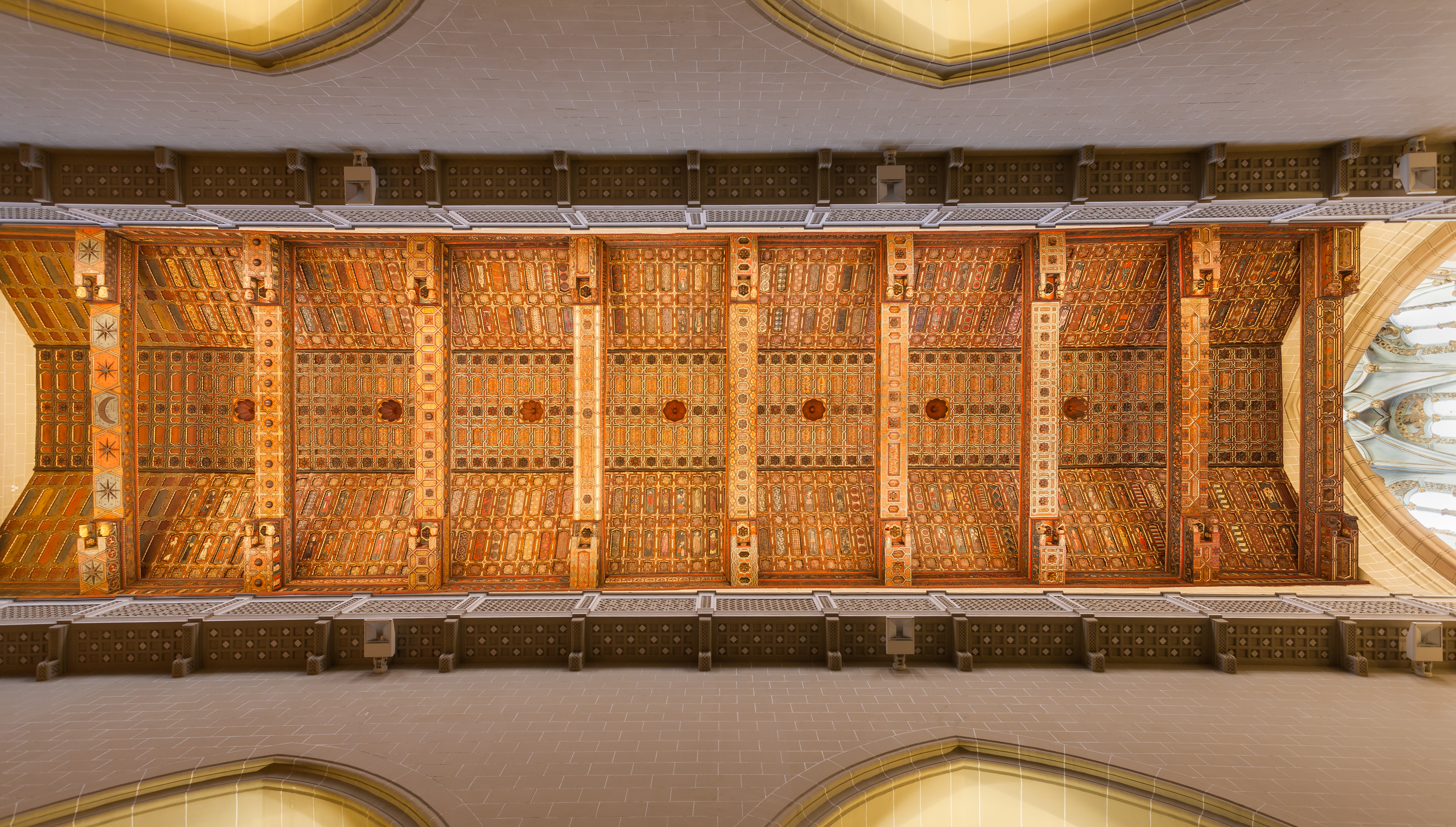
Techumbre mudéjar de la catedral de Teruel.

Domingo Peñaflor (fl. 1329 - 1335) fue un pintor español de estilo gótico-lineal.
Realizó pinturas sobre tabla correspondiente a techumbres. Se le atribuye como obra maestra la pintura de la techumbre de la catedral de Teruel. Presenta una extraordinaria variedad de temas iconográficos, en particular los de carácter profano.